# Трибун

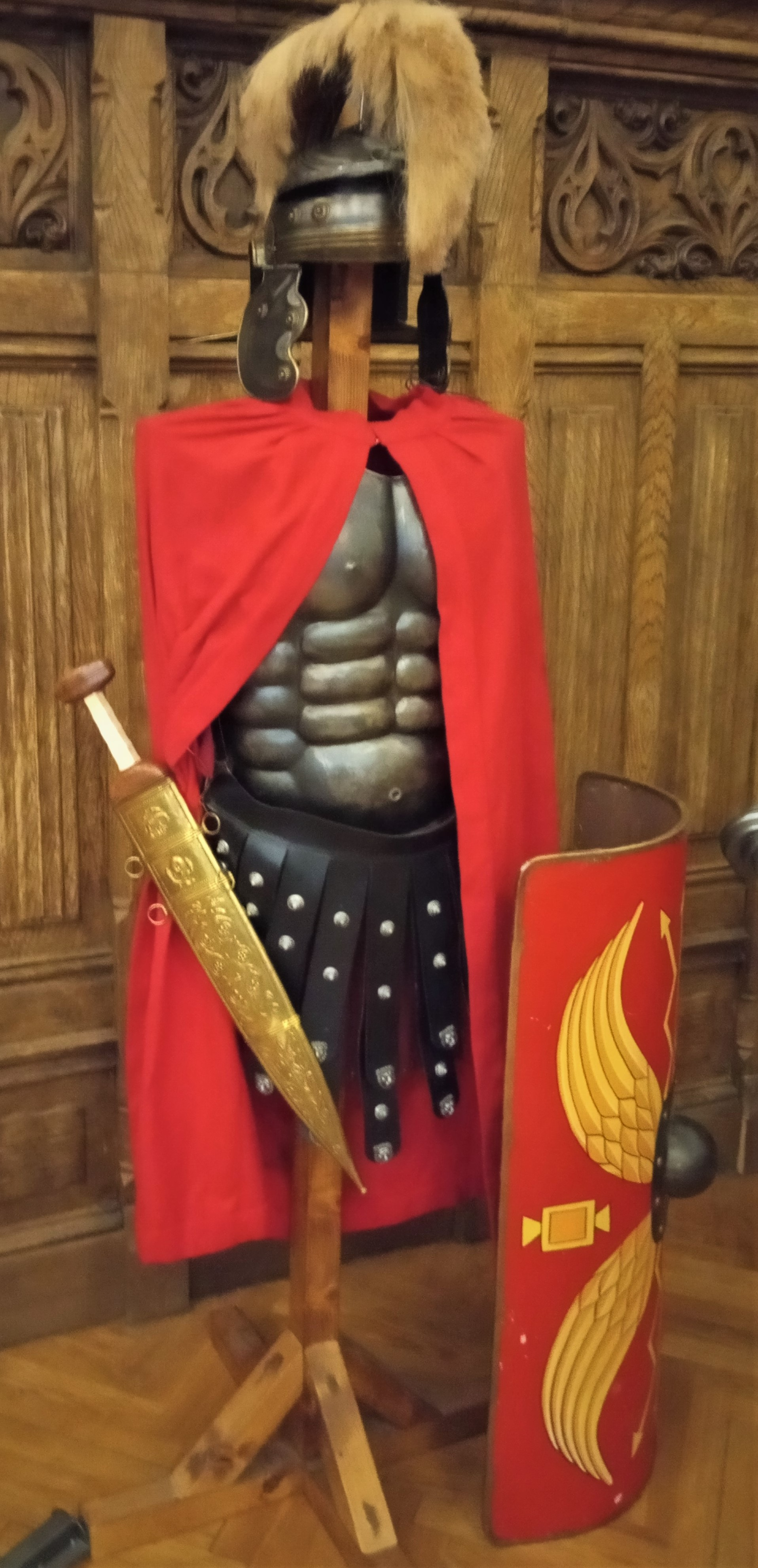
Однострій військового трибуна (реконструкція). Палац Культури м. Ясси

Трибу́н (лат. tribūnus) — у Стародавньому Римі назва різних державних і громадських службових осіб. Слово tribūnus («народний трибун; чиновник») утворене від лат. tribus — округ, територіальна одиниця в Стародавньому Римі, яке спочатку означало «третя частина римського народу».
Військові трибуни — командні посади у давньоримській армії, народні трибуни — найвищі виборні службові особи з плебеїв, що обиралися на плебейських зборах.

## Військовий трибун
Військовий трибун (лат. tribunus militum) — командна посада в римському легіоні. У легіоні було шість трибунів, які, зазвичай, командували легіоном по черзі. З др. пол. II ст. до н. е. полководці почали передовіряти керівництво легіоном легатам, більш досвідченим воєнначальникам. Трибунам залишилися допоміжні і дорадчі функції, а також командування окремими виділеними підрозділами.

## Народний трибун
Народний трибун — (лат. tribunus plebis) посадовець, згідно з римською традицією з 494 року до н. е. щорічно обиралося з плебеїв на зборах за трибами. Посада народних трибунів була введена для захисту прав плебеїв від свавілля патриціанських магістратів. У період пізньої республіки щорічно вибирали 10 трибунів.
Якийсь час в IV столітті вибиралися так звані трибуни з консульською владою, які заміняли консулів (їх могло бути не два, як консулів одночасно, а більше, наприклад, чотири), що з'явилося поступкою патриціату плебейству. Надалі, коли плебеї дістали доступ до всіх магістратів, необхідність в таких трибунах відпала.
Трибуни мали право накладати вето на розпорядження або ухвали будь-якого магістрату (окрім диктатора і цензора) і сенату, заарештовувати і засуджувати до штрафу магістратів (окрім диктатора) і пересічних громадян, скликати збори плебеїв, засідання трибутних коміцій і сенату і головувати на них, видавати едикти і пропонувати законопроєкти.
Особа народного трибуна вважалася недоторканною. Народні трибуни були зобов'язані постійно тримати двері будинку відкритими для громадян, що потребують захисту, і не могли покидати Рим більш ніж на добу. Їх влада була обмежена міською межею Риму. Вищий підйом римської демократії, пов'язаний з діяльністю народних трибунів Тіберія і Гая Гракхів. Зі встановленням імперії інститут народних трибунів втратив самостійне значення, але продовжував існувати у формі «трибунської влади» імператора.
Гай Юлій Цезар став першим довічним трибуном, що забезпечувало йому особисту недоторканність. Октавіан Август, Тіберій і подальші принцепси також приймали довічну трибунську владу.
Народний трибунат проіснував до III століття н. е..